# トニー・レオン (政治家)
アンソニー・ジェームス・レオン（英語: Anthony James Leon、トニー・レオン、英語: Tony Leon、1956年12月15日 - ）は、南アフリカ共和国の政治家。下院議員（4期）。ユダヤ教徒。
民主同盟党首（初代）、民主党党首（初代）を務めた。